# شرلوک هولمز
شرلوک هولمز (به انگلیسی Sherlock Holmes) یک شخصیت خیالی داستانی است که توسط سر آرتور کانن دویل نویسندهٔ انگلیسی خلق شد و شخصیتی منحصر به فرد بود. هولمز به عنوان «کارآگاه مشاور» در داستان‌ها و مهارت‌های ویژهٔ خود از جمله مشاهده دقیق، علم پزشکی قانونی، و استدلال منطقی مشهور است. شخصیت داستانی شرلوک هولمز نخستین بار در سال ۱۸۸۷ میلادی توسط سر آرتور کانن دویل ساخته و پرداخته شد و در کتاب‌ها و مجلات مطرح شد شرلوک هلمز از شخصیت جوزف بل الهام گرفته شده‌است. در نهایت چهار رمان و ۵۶ داستان کوتاه از شرلوک هولمز باقی مانده است.
اگرچه شرلوک هولمز اولین کارآگاه تخیلی نیست اما بهترین کارآگاه تخیلی است او در کتاب رکوردهای جهانی گینس به عنوان «شناخته شده‌ترین شخصیت خیالی» در تاریخ ثبت شده‌است. محبوبیت و شهرت هولمز به گونه‌ای است که بسیاری معتقدند او خیالی نیست بلکه فردی واقعی است.
نام او را در ترجمه‌های فارسی اغلب «شرلوک هولمز» یا «شرلوک هلمز» نوشته‌اند. کریم امامی، مترجم برجسته و مترجم «ماجراهای شرلوک هولمز؛ کارآگاه خصوصی»، ضبط صحیح نام وی در زبان فارسی را «شِرلاک هومز» ذکر کرده‌است.

## زندگی‌نامه
معروف بودن هولمز به خاطر قدرت استثنایی او در مشاهده جزئیات و استنتاج منطقی بر اساس آن است، قدرتی که وی را بدون شک معروفترین کارآگاه تخیلی جهان و یکی از مشهورترین مخلوقات داستانی همه اعصار ساخته‌است و علاوه بر همراه همیشگی او «دکتر واتسن» و مأموران اسکاتلندیارد خواننده را نیز به حیرت وامی‌دارد. نام کامل او ویلیام شرلوک اسکات هولمز است. شرلوک هولمز در داستان‌های اصلی هیچگاه خود را کاراگاه خصوصی نخوانده، بلکه به عنوان کارگاه مشاور خود را می‌خواند و در نوع خود تک است.
شرلوک هولمز، در روز ششم ژانویه ۱۸۵۴ در روستایی به نام مایکرافت (که اتفاقاً نام برادر بزرگ‌تر وی نیز هست) در ایالت یورکشایر به دنیا می‌آید. وقتی بزرگ می‌شود به دانشگاه آکسفورد می‌رود و اولین معمای جنایی خود را (به نام راز کشتی گلوریا اسکات) در سن ۲۰ سالگی حل می‌کند. وی پس از گذراندن تحصیلات دانشگاه و فارغ‌التحصیلی تصمیم می‌گیرد که به عنوان یک کارآگاه خصوصی به کار بپردازد و خدمات خود را به مراجعینش ارائه دهد که همین مشغلهٔ اصلی و منبع تأمین معاش وی در بیست و سه سال بعد می‌گردد. شرلوک هولمز، در داستان «اتود در قرمز لاکی» با واتسن آشنا می‌شود و هر دو باهم، در خانه‌ای به شماره پلاک «۲۲۱ب» واقع در خیابان «بیکر»، ساکن می‌شوند. بیشتر داستان‌های شرلوک هولمز، از زبان دکتر واتسن، بازگو می‌شوند و نویسنده از شیوه مقابله کردن هوش و ذکاوت تیز هولمز در برابر قوهٔ هوش ضعیف‌تر واتسن، بهره جسته و از این راه برتری فکری کارآگاه مشهور را بهتر نشان می‌دهد.
کارآگاه «لسترید (یا لستراد)» و «گرگسن» از اسکاتلندیارد، هرگاه راه اشتباهی را، در حل مسائل می‌روند به شرلوک هولمز مراجعه می‌کنند و معمولاً او مسیر درست را به آنان نشان می‌دهد.
بزرگ‌ترین دشمن او پروفسور جیمز موریارتی شریر بود که در یک درگیری با شرلوک هولمز در آبشار رایشنباخ سوئیس کشته شد.
ناگفته نماند که زندگی شرلوک هولمز بی‌شباهت با زندگی یک کاراگاه واقعی به اسم جروم کامینادا نیست.

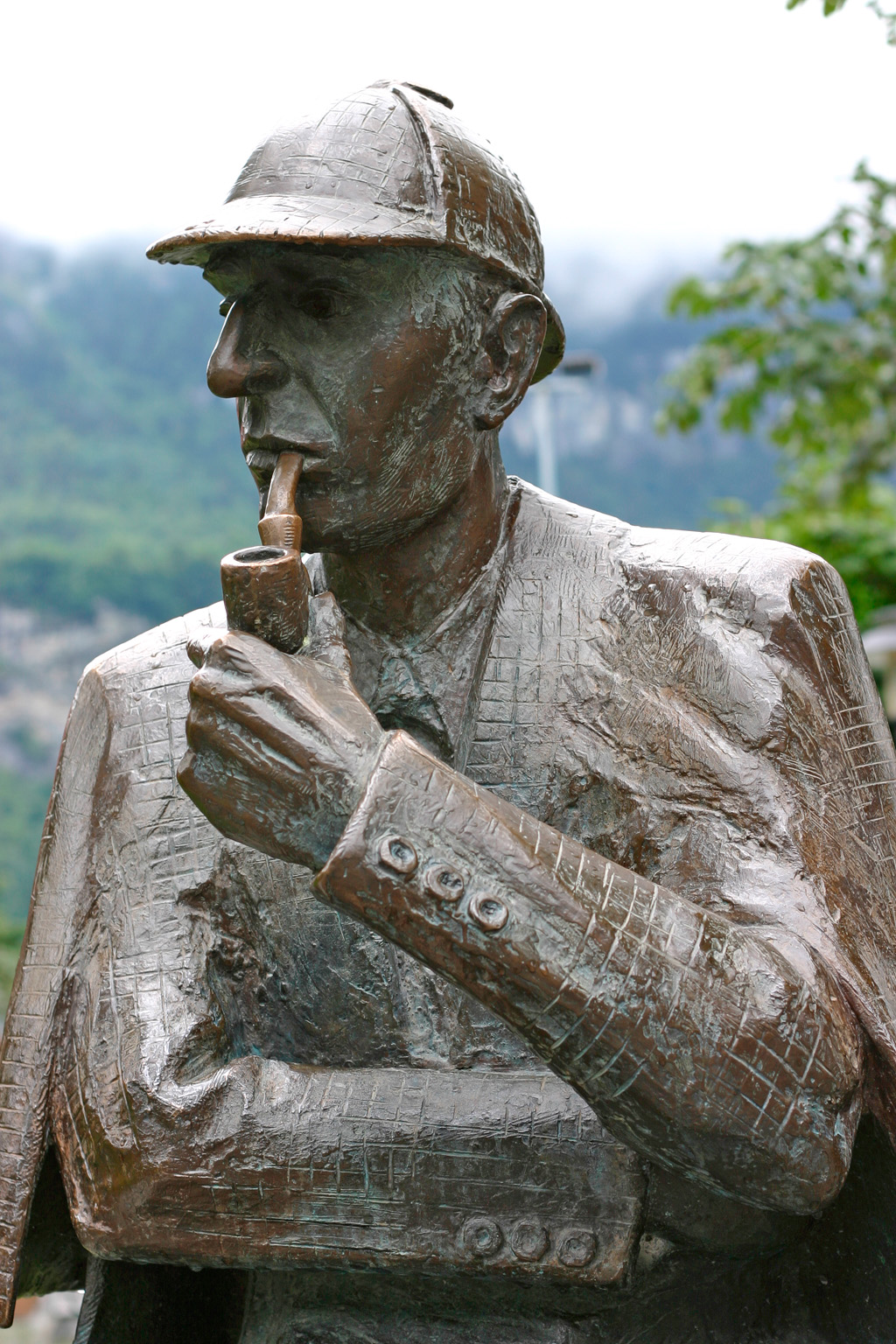
تندیسی از شرلوک هولمز در مایرینگن سوئیس.

## ترجمه‌ها
از مجموعه داستان‌های شرلوک هولمز، ترجمه‌های متعددی به زبان فارسی انجام شده‌است. اولین بار در سال ۱۲۸۳ هجری شمسی، یک شاهزادهٔ قاجار به نام عبدالحسین میرزا مؤیدالدوله، رمان «پلیس لندن» که ترجمه‌ای وفادارانه از «اتود در قرمز لاکی» بود را منتشر کرد. با این حال تا به امروز شاخص‌ترین ترجمهٔ شناخته شده از داستان‌های هولمز به ترجمهٔ کریم امامی بوده که طی چهار جلد در مجموعهٔ کتابهای سیاه از سوی انتشارات طرح نو منتشر شده‌است.
مژده دقیقی نیز داستان‌های بلند شرلوک هولمز شامل: اتود در قرمز لاکی، نشانه چهار، درنده باسکرویل، دره وحشت، جعبه مقوایی و حلقه سرخ را ترجمه و توسط انتشارات کارآگاه وابسته به نشر هرمس به چاپ رسانده‌است.
در بهار و تابستان ۱۳۹۴، کمیک استریپ رمان درنده باسکرویل به ترجمه و گرافیک نوید فرخی و میلاد روحی طی شش شماره در مجله سرنخ همشهری به چاپ رسید.
در سال ۱۴۰۰ انتشارات خانه و فرهنگ گویا شروع به انتشار داستان های شرلوک هولمز براساس طبقه بندی اصلی کرد و کتاب های «پرونده های شرلوک هولمز» و «آخرین خدمت شرلوک هولمز» را ترجمه نوید فرخی با تصاویر اصلی و توضیحات جانبی به چاپ رساند .  . .

## فهرست کتاب‌ها و داستان‌ها
داستان‌های بلند
- اتود در قرمز لاکی
- نشانه چهار
- درنده باسکرویل
- دره وحشت

## مجموعه داستان‌های کوتاه
داستان‌های کوتاه ابتدا در مجله‌ها چاپ شده بعداً جمع‌آوری شدند
- ماجراهای شرلوک هلمز
- خاطرات شرلوک هلمز
- بازگشت شرلوک هلمز
- آخرین تعظیم
- پرونده‌های شرلوک هولمز[۲۳]
- شاهکارهای شرلوک هولمز

## اقتباس‌های ادبی
پس از مرگ سر آرتور کانن دویل، نویسندگان متعددی سعی کردند راه وی را ادامه دهند و داستان‌های شرلوک هولمز بنویسند. از جملهٔ این نویسندگان، پسر نویسندهٔ اصلی، یعنی آدریان کانن دویل بود که به همراه جان دیکسون کار (از نویسندگان شهیر داستان کارآگاهی) مجموعه‌ای را تحت عنوان ماجراهای جدید شرلوک هلمز به چاپ رساند.
این مجموعه به همراه آثار اقتباسی دیگری از نیکلاس مایر توسط رامین آذر بهرام به فارسی ترجمه شده‌است. سپس آدریان کانن دویل شش داستان دیگر از شرلوک هلمز را به تنهایی تحت عنوان شاهکارهای شرلوک هلمز به چاپ رساند که آن را نیز دکتر رامین آذربهرام به فارسی ترجمه کرد.
از نکات جالب اقتباس‌های آدریان این است که در هر داستان کوتاه نقل قولی را از مجموعه اصلی شرلوک هلمز که اشاره به پرونده مورد بحث دارد، آورده‌است، به عبارت دیگر در مجموعه اصلی صرفاً به نام پرونده یا ماجرایی اشاره شده و آدریان آن ماجرا را به رشته تحریر درآورده است و بدین گونه نقشی در گسترش دنیای شرلوک هلمز ایفا کرده‌است.
کتاب «شرلوک هولمز خانه ی ابریشمی» به عنوان اولین رمان اقتباسی شرلوک هولمز نوشتهٔ آنتونی هوروویتس به ترجمهٔ مریم رفیعی در انتشارات ایران‌بان منتشر شده‌است. دومین رمان اقتباسی شرلوک هلمز از همین نویسنده موریارتی نام داشت که همانند خانه ی ابریشمی توسط مریم رفیعی ترجمه و در انتشارات ایران‌بان منتشر گردید.
همچنین کتاب شرلوک هولمز در مزاحمت اسرار آمیز جان وینسنت هاردن نوشتهٔ دان آندریاکو به ترجمهٔ نوید فرخی توسط انتشارات MX Publishing (ناشر داستان‌های اقتباسی شرلوک هولمز) به زبان فارسی ترجمه شده‌است.
در دی ۱۳۹۶ نشر قطره نیز مجموعهٔ «ادبیات پلیسی امروز جهان» را منتشر کرد که شامل چند زیرمجموعه است. «کتابخانهٔ شرلوک هولمز» یکی از این زیرمجموعه‌هاست و از پارودی‌ها (نقیضه‌ها) و پاستیش‌های (آثار تقلیدی وفادار به اصل) الهام گرفته شده از پرسوناژ محبوب و پرآوازهٔ آرتور کانن دویل و شخصیت‌های مثبت و منفی مرتبط با او را شامل می‌شود. از جمله آثار منتشرشده در این مجموعه رمان «شرلوک هولمز علیه دراکولا» و «دکتر جکیل و آقای هولمز» هر دو نوشتۀ لورن دی. استلمن و ترجمۂ نیما م. اشرفی است.
کتاب «Sherlock Holmes is like» در ۲۰۱۸ به کوشش انتشارات wildsidepress در آمریکا منتشر شد. این اثر به معرفی ۶۰ کاراکتر ادبی که از منظر شخصیتی به هولمز شباهت دارند می‌پردازد. در این کتاب، صادق ممقلی داروغه اصفهان هم به عنوان شرلوکِ ایرانی معرفی شده‌است. مقالهٔ صادق ممقلی در این کتاب را نوید فرخی، از مترجمان شرلوک هولمز به فارسی نوشته‌است.

### دیگر اقتباس‌ها:
- «شرلوک هولمز و فاجعهٔ کشتی تایتانیک» (به انگلیسی:Sherlock Holmes and the Titanic Tragedy) نوشته ویلیام سیل، مترجم احسان کرم ویسی، انتشارات قطره[۲۷][۲۸]
- «شرلوک هولمز و سایه‌های سن پترزبورگ» (به انگلیسی:Sherlock Holmes and The Shadows of St Petersburg)نوشته دنییل دی. ویکتور، مترجم زهرا زارعی، انتشارات قطره[۲۹][۳۰]
- «شرلوک هولمز خالی نبند!» نوشته ابراهیم رها، انتشارات حوض نقره[۳۱]
- «شرلوک هولمز و نجیب زادهٔ بی همتا» (به انگلیسی:The Adventure of the Peerless Peer) نوشته فیلیپ ژوزه فارمر، مترجم فریدالدین سلیمانی، انتشارات قطره[۳۲][۳۳]
- «وردست زنبوردار» (به انگلیسی: The Beekeeper's Apprentice) نوشته لاوری کینگ، مترجم زهرا باختری، انتشارات قطره[۳۴][۳۵]
- «شرلوک هلمز در محلول هفت درصدی» (به انگلیسی: The Seven-Per-Cent Solution) نوشته نیکلاس مایر، مترجم رامین آذر بهرام، انتشارات مروارید[۳۶][۳۷]
- «شمسیه لندنیه مواجهه حاج سیاح محلاتی با شرلوک هلمز انگلیسی» نوشته علی میرهمتا، انتشارات پیدایش[۳۸]
- «دورکیم مرده‌است! شرلوک هلمز به نظریهٔ اجتماعی وارد می‌شود» (به انگلیسی: Durkheim Is Dead) نوشته آرتور آسا برگر، شهنار مترجم مسمی پرست، انتشارات آگه[۳۹][۴۰]
- «وحشت در خیابان وست اند» (به انگلیسی: The West End Horror) نوشته نیکلاس مایر، مترجم محمد علی ایزدی، انتشارات هرمس[۴۱][۴۲]
- «شرلوک هولمز و بیوه‌ی سیاه»، نوشتۀ کایران‌ای مک مولن، مترجم نوید فرخی، انتشارات قطره [۴۳]
- «چطور مثل شرلوک هولمز فکر کنیم؟ (به انگلیسی: How To Think Like Sherlock) نوشته دانیل اسمیت، مترجم مریم رفیعی، انتشارت ایران‌بان[۴۴][۴۵]
- «شرلوک هولمز» (به انگلیسی: Sherlock Holmes for Dummies) نوشته استیون دویل، مترجم بهرام محتشمی، انتشارات آوند دانش[۴۶][۴۷]

## تلویزیون
مجموعه سریال های کوتاه ماجراهای شرلوک هلمز و دکتر واتسون (به روسی: Приключения Шерлока Холмса и доктора Ватсона) ساخت کشور روسیه است که در ۵ فصل (۲ الی ۳ قسمتی) و مجموعاً ۱۱ قسمت در سال های ۱۹۷۹ تا ۱۹۸۶ پخش شد. در این مجموعه واسیلی لیوانوف در نقش شرلوک هولمز و ویتالی سولومین در نقش دکتر واتسن به ایفای نقش پرداختند. این مجموعه همچنین اولین اقتباس تلویزیونی از شرلوک هولمز به زبان روسی بود.
سریال ماجراهای شرلوک هولمز (به انگلیسی: The Adventures of Sherlock Holmes) سریال بریتانیایی ساخت شبکه گرانادا است که در ۷ فصل و مجموعاً ۴۱ اپیزود در سال‌های ۱۹۸۴ تا ۱۹۹۴ پخش شد. در این سریال جرمی برت در نقش شرلوک، دیوید برک (در فصل اول) و ادوارد هاردویک در نقش جان واتسن، گیل هانیکات در نقش آیرین آدلر و چارلز گری در نقش مایکرافت هولمز به ایفای نقش پرداختند.

از اوایل دهه ۷۰ شمسی شبکه‌های مختلف صدا و سیمای جمهوری اسلامی ایران اقدام به پخش مجموعه‌های شرلوک هولمز تولید تلویزیون گرانادا کرده‌اند. در این مجموعه جرمی برت بازیگر انگلیسی در نقش هولمز و دیوید برک و ادوارد هاردویک به ترتیب در نقش دکتر واتسن ایفای نقش کرده‌اند (دیوید برک فقط در سری اول حضور دارد). تهیه‌کنندگی این مجموعه‌ها را عمدتاً جان هاوکسورث انجام داده‌است. این مجموعه‌ها به صورت متناوب از تلویزیون پخش شده‌است و یکی از علل اصلی آشنایی توده مردم ایران با شخصیت شرلوک هولمز و دکتر واتسن بوده‌است. حتی افرادی که کتاب‌های او را نخوانده‌اند و نمی‌دانند نویسنده داستان‌های شرلوک هولمز چه کسی بوده‌است و چه بسا اصلاً اطلاع نداشته باشند که شرلوک هولمز یک شخصیت داستانی است، به دلیل پخش این مجموعه‌ها با وی و کارهایش آشنایی پیدا کرده‌اند؛ و گرایش عام مردم ایران به سمت رسانه‌های شفاهی تا خواندن کتاب نیز در این امر (شناخت وی از طریق سریال‌هایش) بی تأثیر نبوده‌است. بسیاری معتقدند که جرمی برت بهترین بازیگر در نقش شرلوک هلمز بوده‌است.
اولین اقتباس مدرن از شرلوک هلمز، سریال شرلوک (به انگلیسی: Sherlock) ساخت بی‌بی‌سی در سال‌های ۲۰۱۰ تا ۲۰۱۷ و در ۴ فصل و ۱۳ اپیزود با هنرنمایی بندیکت کامبربچ در نقش شرلوک هلمز و مارتین فریمن در نقش دکتر جان واتسن بوده‌است. در بسیاری از نظرسنجی ها ، کاراکتر شرلوک با بازی کامبربچ محبوب ترین شرلوک هلمز به تصویر کشیده شده در سینما و تلویزیون می باشد و همچنین این شخصیت در نظرسنجی کت توسط خود شبکه بی بی سی انجام شد، به عنوان محبوب ترین شخصیت سریالی این شبکه معرفی شده است.
سریال ابتدایی (به انگلیسی:Elementary) سریال آمریکایی ساخت CBS از دیگر اقتباس‌های مدرن از شرلوک هولمز است که در ۷ فصل و ۱۵۴ اپیزود در سال‌های ۲۰۱۲ الی ۲۰۱۹ از این شبکه پخش شد. در این سریال جانی لی میلر در نقش شرلوک، لوسی لیو در نقش جوآن واتسن، آیدین کویین در نقش کاپیتان گرگسن و ناتالی دورمر در نقش جیمی موریارتی به ایفای نقش پرداختند. گفتنی است در این سریال برای اولین بار در اقتباس‌های مختلف یک زن در نقش واتسن، دوست و همراه همیشگی شرلوک ظاهر شد. جیمز موریارتی دشمن اصلی شرلوک نیز برای اولین بار در قامت یک زن نمایش داده شد که در عین حال یادآور شخصیت آیرین ادلر در مجموعه‌های شرلوک هولمز نیز بود.
سریال شرلوک هولمز (به روسی: Шерлок Холмс) سریال ساخت کشور روسیه است که در ۱ فصل و ۸ اپیزود در سال ۲۰۱۳ پخش شد. در این سریال ایگور پترنکو در نقش شرلوک و اندری پانین در نقش واتسن به ایفای نقش پرداختند. در این اقتباس برخلاف داستان اصلی و اقتباس‌های رایج، شرلوک هولمز از مهارت نوازندگی و مبارزهٔ خوبی برخوردار نیست. همچنین مایکرافت هولمز نیز برادر دوقلوی شرلوک است که خود ایگور پترنکو نقش او را بازی کرده‌است.
سریال دوشیزه شرلوک (به ژاپنی: ミス・シャーロック Miss Sherlock) سریال ژاپنی محصول مشترک HBO آسیا و hulu است که در ۱ فصل و ۸ اپیزود در سال ۲۰۱۸ پخش شد. در این سریال یوکو تاکه‌اوچی در نقش شرلوک و شیهوری کانجییا در نقش واتو به ایفای نقش پرداختند. این اولین بار در اقتباس‌های مختلف بود که یک زن به عنوان شخصیت شرلوک ظاهر می‌شد. واتسن و پروفسور موریارتی نیز در این سریال زن هستند.

## سینما
در هالیوود تاکنون فیلم‌های متعددی از شخصیت خیالی شرلوک هولمز ساخته شده‌است. 
در سال های ۱۹۳۹ تا ۱۹۴۶ مجموعه فیلم هایی از شرلوک هولمز ساخته شد. این مجموعه فیلم ها با بازی بازیل رتبون در نقش شرلوک هولمز، با استقبال زیادی مواجه شد به طوری که بسیاری قبل از جرمی برت وی را بهترین شرلوک هولمز و شبیه ترین فرد به شخصیت ارائه شده در کتب می‌دانند. در این مجموعه فیلم ها همچنین نایجل بروس در نقش دکتر واتسن و جرج زوکو در نقش پروفسور موریارتی به ایفای نقش پرداختند.
در سال ۱۹۷۶ فیلم سینمایی «راه حل هفت درصدی» (به انگلیسی: The Seven-Per-Cent Solution) با اقتباس از کتابی به همین نام نوشته نیکلاس مه‌یر (منتشر شده در سال ۱۹۷۴) ساخته شد. در این فیلم  نیکول ویلیامسون در نقش شرلوک هولمز، رابرت دووال در نقش دکتر واتسن، آلن آرکین در نقش زیگموند فروید و لارنس اولیویه در نقش پروفسور موریارتی به ایفای نقش پرداختند.
در دو فیلمی که به کارگردانی گای ریچی در سال ۲۰۰۹ و ۲۰۱۱ ساخته شده، رابرت داونی جونیور در نقش شرلوک هلمز و جود لاو در نقش دکتر واتسن نقش آفرینی کرده‌اند.
در سال ۲۰۱۵، فیلم سینمایی «آقای هولمز» به کارگردانی بیل کاندن ساخته شد. در این اقتباس متفاوت از آثار شرلوک هولمز، ایان مک‌کلن در نقش کاراگاه افسانه‌ای بازی می‌کند.
در سال ۲۰۱۸، فیلم سینمایی کمدی-معمایی هولمز و واتسون (به انگلیسی: Holmes & Watson) به کارگردانی ایتان کوئن ساخته شد که در واقع پارودی بر داستان شرلوک هولمز سر آرتور کانن دویل بود. در این فیلم ویل فرل در نقش شرلوک، جان سی ریلی در نقش واتسن و رالف فاینز در نقش پروفسور موریارتی به ایفای نقش پرداختند. این فیلم در سی و نهمین دوره جوایز تمشک طلایی برنده چهار جایزه از جمله بدترین کارگردانی، بدترین فیلم، بدترین بازیگر مکمل مرد و بدترین پیش‌درآمد، دنباله یا بازسازی شد.
در سال ۲۰۲۰، فیلمی با محوریت خواهر کوچک شرلوک هولمز تحت عنوان انولا هولمز (به انگلیسی: Enola Holmes) به کارگردانی هری بردبایر ساخته شد که در آن میلی بابی براون در نقش انولا، هنری کویل در نقش شرلوک هولمز، سم کلفلین در نقش مایکرافت هولمز و هلنا بونهام کارتر در نقش یودوریا هولمز ایفای نقش کردند.

## انیمیشن
از جمله انیمیشن‌هایی که بر اساس شخصیت و داستان‌های شرلوک هولمز ساخته شده یا از این شخصیت در آنها استفاده شده‌است، می‌توان به موارد زیر اشاره کرد:
- The Pink Panther Show 1963 در اپیزود Sherlock Pink[۶۳]
- Deduce, You Say 1965[۶۴]
- Sherlock Holmes and a Study in Scarlet 1983[۶۵]
- Sherlock Holmes and the Baskerville Curse 1983[۶۶]
- Sherlock Hound 1984[۶۷]
- The Great Mouse Detective 1986[۶۸]
- BraveStarr 1987 در اپیزود Sherlock Holmes in the 23rd Century Part 1&2[۶۹][۷۰]
- The Super Mario Bros. Super Show! ۱۹۸۹ در اپیزود The Adventures of Sherlock Mario[۷۱]
- Teenage Mutant Ninja Turtles 1990 در اپیزود Elementary, My Dear Turtle[۷۲]
- 1999 Sherlock Holmes in the 22nd Century[۷۳]
- The Simpsons 2004 در اپیزود Treehouse of Horror XV[۷۴]
- Tom and Jerry Meet Sherlock Holmes 2010[۷۵]
- Sherlock Gnomes 2018[۷۶]
- Kabukichou Sherlock 2019[۷۷]
- New Looney Tunes 2019 در اپیزود Viktor the Science Swede/Dorlock and the Disorient Express[۷۸]
- Sherlock Holmes and the Great Escape 2019[۷۹]

## بازی‌های ساخته شده
- Sherlock Holmes - Nemesis 2008[۸۰]
- Sherlock Holmes: The Mystery of the Mummy 2009[۸۱]
- Sherlock Holmes: The Awakened 2009[۸۲]
- Sherlock Holmes: The Silver Earring 2009[۸۳]
- 2009 Sherlock Holmes versus Jack the Ripper[۸۴]
- 2012 The Testament of Sherlock Holmes[۸۵]
- 2014 Sherlock Holmes: Crimes and Punishments[۸۶]
- Sherlock Holmes: The Devil's Daughter 2016[۸۷]
- Sherlock Holmes: Chapter One 2021[۸۸]
- Sherlock Holmes: The Awakened 2023